# الانتخابات العامة الهندية 2019
أجريت الانتخابات العامة في الهند على سبع مراحل في الفترة من 11 أبريل إلى 19 مايو 2019 لانتخاب أعضاء مجلس الشعب السابع عشر، تم فرز الأصوات وإعلان النتيجة في 23 مايو.
حصل حزب بهاراتيا جاناتا على نسبة 37.36 ٪ من الأصوات، وحصل 303 مقعد. وحصل التحالف الوطني الديمقراطي على 353 مقعدًا. وحصل المؤتمر الوطني الهندي على 52 مقعدًا، وحصل التحالف التقدمي المتحد على 91 مقعدًا، وحصلت الأحزاب الأخرى وتحالفاتها على 98 مقعدًا.